# Princisola guttifera
Princisola guttifera är en kackerlacksart som först beskrevs av Hanitsch 1933.  Princisola guttifera ingår i släktet Princisola och familjen jättekackerlackor. Inga underarter finns listade i Catalogue of Life.